# Chrysosplenium wrightii
Chrysosplenium wrightii är en stenbräckeväxtart som beskrevs av Adrien René Franchet och Jules-César Savigny. Chrysosplenium wrightii ingår i släktet gullpudror, och familjen stenbräckeväxter.

## Underarter
Arten delas in i följande underarter:
- C. w. saxatile
- C. w. wrightii
- C. w. beringianum

## Bildgalleri

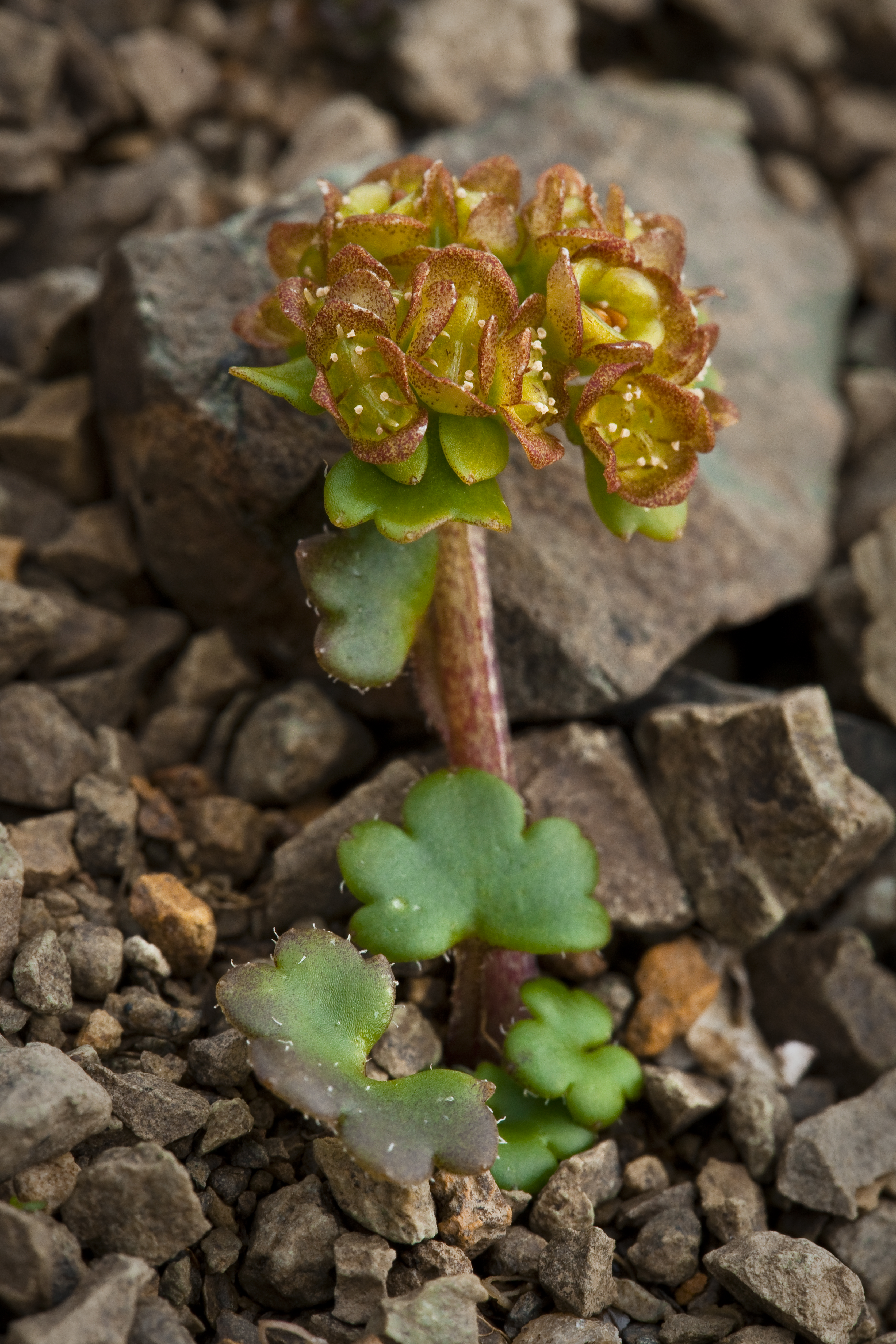